# Acraea camaena
Acraea camaena är en fjärilsart som beskrevs av Dru Drury 1773. Acraea camaena ingår i släktet Acraea och familjen praktfjärilar. Inga underarter finns listade i Catalogue of Life.